# Philippe Cornuaille
Pour les articles homonymes, voir Cornuaille.
Philippe Cornuaille, né le 17 avril 1953 à Viroflay (78), est un auteur scientifique spécialisé dans la scénographie théâtrale au XVIIe siècle et dans le domaine de l’illustration ancienne. Il est docteur en Littérature française (2013) et docteur en Histoire de l’art (2022). 

## Biographie
D'origine bretonne par son père, Philippe Cornuaille est le petit-fils (par sa mère) du dessinateur et illustrateur Édouard Renaudin (1890-1980). Il travaille comme machiniste, éclairagiste et constructeur de décors de théâtre dès le début des années 1970, puis il est comédien, musicien et compositeur dans la troupe de Jean Le Poulain de 1979 à 1987. En 1988-1989, il dirige les services de presse de France Inter sous la direction d’Ève Ruggieri, puis de Pierre Bouteiller, de l’Opéra Bastille et du Festival d’Aix-en-Provence ; il se consacre ensuite à la décoration, avant d’entamer des études de Lettres à la Sorbonne en 2007. Il soutient une thèse en Littérature française sous la direction de Georges Forestier, Les Décors de Molière (1658-1674) qu’il publie aux Pups en 2015. Puis, il fait un Master en Histoire de l’art en 2016 sur l’écran à main du XVIIe siècle. Le 10 décembre 2022, il soutient une seconde thèse, sous la direction de Marianne Grivel, en Histoire de l’art, François Chauveau (1613-1676), dessinateur et graveur. Le catalogue des œuvres gravées de Chauveau (plus de 3 000 numéros) doit être édité par Hollstein en partenariat avec la BnF.
Philippe Cornuaille est père d'une fille, Eszter, née le 18 février 1994.

## Publications
2022
- « Le frontispice du Tartuffe à la recherche d’une image forte. Illustrations trompeuses, contrefaçons et recyclages », Illustrer le livre sous l’Ancien Régime, Olivier Leplatre (coord.), Littératures classiques, n° 107, 2022, p. 83-102.
- « Molière’s Theatres in Paris » et « Stage Design in Paris », Molière in Context (Literature in Context), Jan Clarke (dir.), Cambridge, Cambridge University Press, 2022, p. 127-134 et p. 135-145.
- « La Scène est à Paris », Molière, exposition du 27 septembre 2022 au 4 janvier 2023, BnF, site Richelieu, dir. Laurence Decobert, Joël Huthwohl Agathe Sanjuan, Paris, BnF édition, 2022, p. 59-73.
- « Le curieux détournement des vignettes de François Chauveau destinées aux Fables choisies de La Fontaine (1668), et retrouvées dans les Fables de Saint-Glas (1670) », Textimage, n° 14, La Fontaine en images, hiver 2022. https://revue-textimage.com/sommaire/sommaire_20la_fontaine.html

2020
- « Le catalogue raisonné des gravures de François Chauveau (1613-1676). L’art et la manière », Dix-septième siècle 2020/4 (n° 289), p. 617-633.
- avec Delphine Reguig « Quatre dessins inédits de François Chauveau pour Le Lutrin de Boileau : l’illustration d’un “Burlesque nouveau’’ », Dix-septième siècle, 2020/4 (n° 289), p. 721-733.

2019
- « Retour sur les origines des coulisses de théâtre », Revue d’Histoire du théâtre, 2019-1, p. 17-28.
- avec Riffaud, « Enquête sur les premières éditions des Fables de La Fontaine (1668) », Le Fablier, n° 30, 2019, p. 171-193, (2e parution).

2018
- « L’Histoire d’Antoine et Cléopâtre sur deux écrans de feu à main inédits du XVIIe siècle », dans Cléopâtre en abyme, aux frontières de la mysthistoire et de la littérature, actes de la journée d’étude du 7 juin 2014 à Aix-en-Provence, dir. Sydney H. Aufrere et Anaïs Michel, Paris, L’Harmattan, coll. « Kubaba », 2018, p. 325-342.
- avec Alain Riffaud, « Enquête sur les premières éditions des Fables de La Fontaine (1668) », Le Bulletin du bibliophile, 2018-2, p. 246-280, article écrit avec Alain Riffaud[4].

2017
- « L’Écran de la Devineresse, ou le miroir déformant de l’affaire des poisons », Nouvelles de l’estampe, 258, printemps 2017.
- « L’Estampe à la mode », compte-rendu du livre de Pascale Cugy, La Dynastie Bonnart, Nouvelles de l’estampe, 260, automne 2017.

2015
- Les Décors de Molière - 1658-1674, Paris, PUPS, 2015.
- « Histoire du Meunier à l’anneau », Nouvelles de l’estampe, 250, printemps 2015, p. 22-39.
- « L’Écran rond de feu à main du XVIIe siècle », Le Vieux Papier, 416, avril 2015, p. 443-453 et 417, juillet 2015, p. 516-524.
- « L’Écran rond de feu à main du XVIIe siècle », Le Vieux Papier, 417, juillet 2015, p. 516-524.
- avec Pascale Cugy, « Le Triomphe du libraire ambulant, entre estampes et écrans », Nouvelles de l’estampe, 252, automne 2015, p. 68-91.